# Commodore PET
Commodore PET er en computer, der blev først produceret i slutningen af 1970'erne. Den blev ikke den mest solgte model rundt om i verden, men det var Commodores første fremtidssikre hjemmecomputer, og den var grundlag for deres fremtidige succes.